# Dopravní podnik města Pardubic

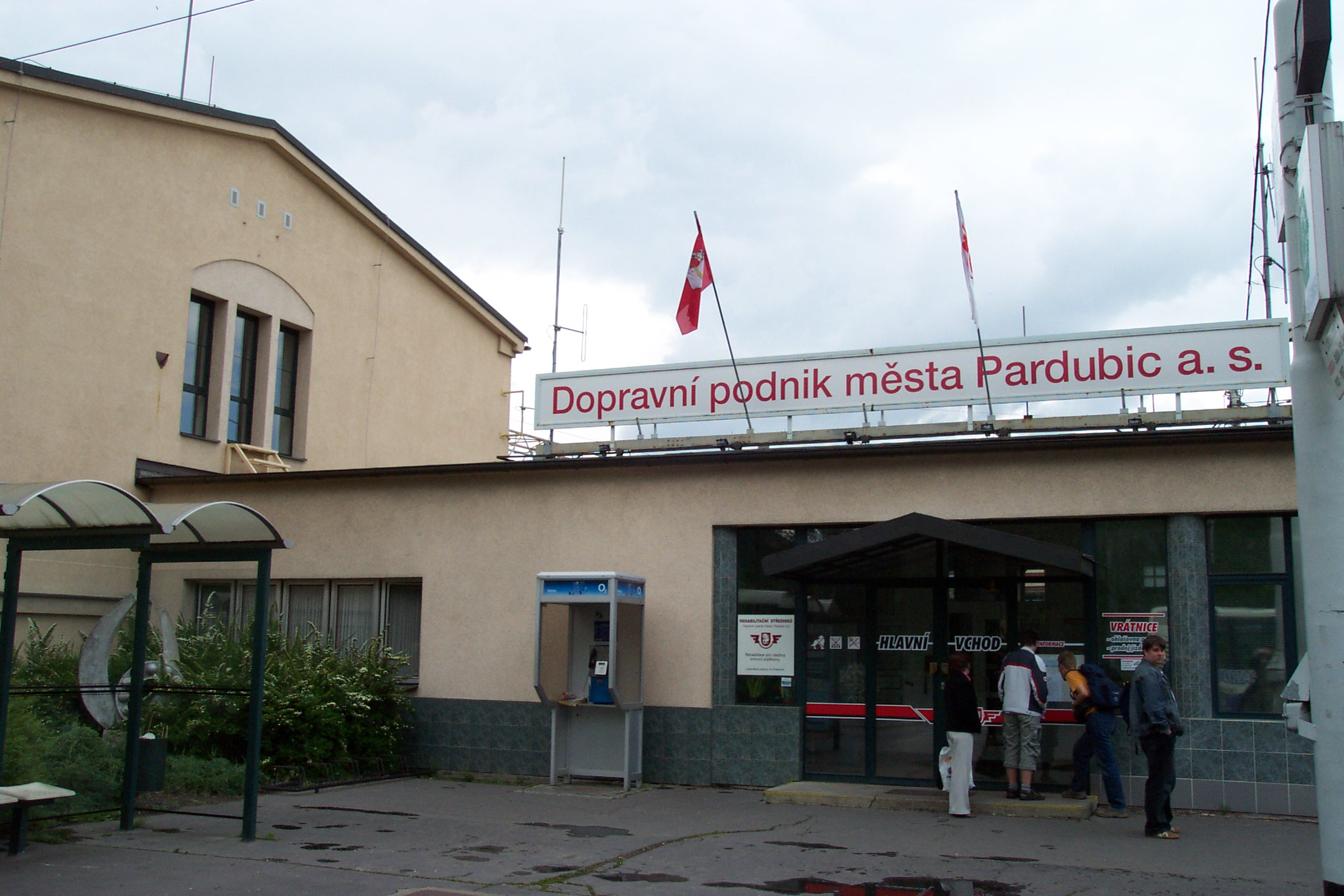
Vozovna Dukla

Dopravní podnik města Pardubic a.s. (DPMP) je akciová společnost, jejíž hlavní činností je provozování městské hromadné dopravy v Pardubicích. Společnost pod různými názvy existuje od roku 1950 a je plně vlastněná statutárním městem Pardubice.

## Činnost
DPMP provozuje městskou autobusovou a trolejbusovou dopravu v Pardubicích, některé linky potom zasahují i mimo katastr města. Ve svém sídle, kterým je vozovna Dukla, provozuje další podnikatelské činnosti.
Za rok 2024 přepravil skoro 30 milionů osob.

## Historie

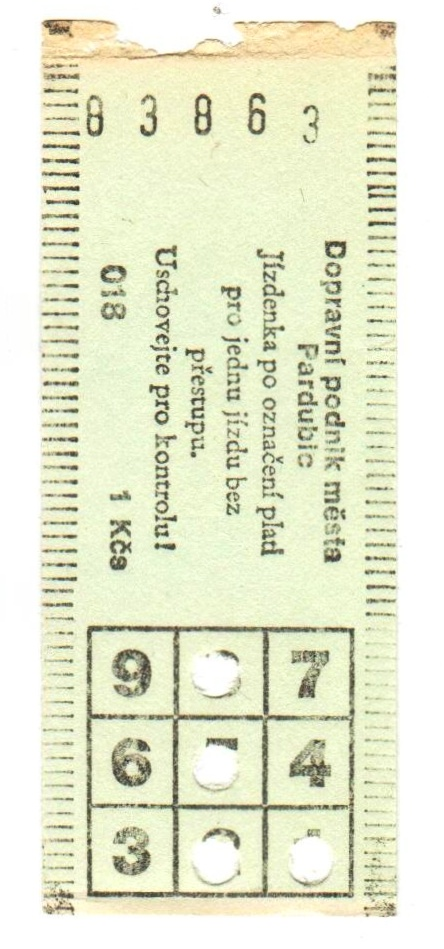
jízdenka z konce 80. let 20. století

- 2006 – dodání nových trolejbusů Škoda 24Tr, nový odbavovací systém
- 2007 – dodání dalších trolejbusů typu 24Tr, rozhodnuto o nákupu vysokokapacitních vozidel
- 2008 – nové linky do vesnic Veská a Zminný, dodání nových vysokokapacitních trolejbusů Škoda 28Tr
- 2009 – první autobusy poháněné na zemní plyn (CNG, do r. 2011 celkem 20 kusů), nová linka do vesnic Čepí, ukončení provozu "cedulkových trolejbusů" starých verzí typu Škoda 14Tr, další trolejbusy typu 28Tr
- 2011 – nové linky do vesnice Živanice a do města Přelouč, dodány další vozy typu 28Tr
- 2012 – první dodání trolejbusů Škoda 26Tr a poslední dodání dvou vozů typu 28Tr, zajíždění do části Živanic, vesnice Nerad
- 2013 – ukončení provozu do Přelouče, plánované dodání dalších 4 vozů typu 26Tr
- 2014 – dodávka 4 trolejbusů typu Škoda 26Tr a dvou autobusů Citelis 12M CNG
- 2015 – 5 ks nového typu autobusů Iveco Crossway LE CITY 12M
- 2016 – podle výběrového řízení z konce roku 2015 byly v polovině roku 2016 dodány tři kusy trolejbusu Škoda 30Tr ve čtyřdveřové verzi[3] a dodány první dva kusy autobusů Iveco Urbanway 12M.
- 2017 – dodány 4 ks autobusu Iveco Urbanway 12M.
- 2018 – dokoupeno 19 ks trolejbusu Škoda 30Tr
- 2019 – dodáno 8 autobusů Iveco Urbanway 12M, dodáno 5 kusů trolejbusu Škoda 32Tr
- 2021 - změna odbavovacího systému ve všech vozidlech